# Anna-Lena Grönefeld
Anna-Lena Grönefeld, verheiratet Herzgerodt (* 4. Juni 1985 in Nordhorn, Niedersachsen), ist eine ehemalige deutsche Tennisspielerin.

## Karriere

### Die Anfänge
Grönefeld begann im Alter von fünf Jahren mit dem Tennissport. Sie entschloss sich 2003, Nordhorn zu verlassen und die Tennisakademie von Rafael Font de Mora in Scottsdale, Arizona, zu besuchen. Ihre Ausbildung dort wurde von ihrem Ausrüster Adidas, dem Deutschen Tennis-Bund und dem Niedersächsischen Tennisverband finanziert. Bereits kurz darauf gewann sie den Juniorinnenwettbewerb von Roland Garros. In der Saison 2003 war Grönefeld Weltranglistenerste der Juniorinnen (Einzel und Doppel).
Sie gewann sieben ITF-Einzeltitel und wurde im April 2003 Profispielerin. Den größten Erfolg vor ihrem eigentlichen Durchbruch feierte sie im Juli 2004 beim WTA-Turnier in Palermo, als sie dort ins Viertelfinale einzog.

### Saison 2005 – der Durchbruch
Der Einzug ins Endspiel beim WTA-Turnier in Pattaya, das sie in drei Sätzen gegen Conchita Martínez verlor, ihre Halbfinalteilnahme beim WTA-Event in Stanford im Juli und der Finaleinzug in Peking und in Luxemburg im September brachten Grönefeld in der Weltrangliste weit nach vorne. Bei den Australian Open, den French Open und den US Open erreichte sie jeweils die dritte Runde.
Ihren ersten WTA-Titel im Doppel gewann Grönefeld im Februar zusammen mit Marion Bartoli beim Turnier von Pattaya. In Wimbledon und bei den US Open spielte sie an der Seite von Martina Navrátilová, mit der sie bis ins Halbfinale kam. In Montreal gewann sie mit Navratilova ihren ersten Tier-I-Titel im Doppel. Ihren dritten Doppeltitel auf der WTA Tour sicherte sie sich im September auf Bali an der Seite von Meghann Shaughnessy. Mit Tommy Haas bildete sie das deutsche Team beim Hopman Cup 2005. Dort gewann sie gegen Gisela Dulko eine von drei Einzelbegegnungen. Aufgrund einer Verletzung von Haas mussten sie gegen Argentinien aufgeben.
Bei ihrem letzten Turnier 2005 in Moskau führte Grönefeld in der zweiten Runde gegen Marija Scharapowa mit 6:1 und 4:2, als sie umknickte und aufgeben musste. Im August 2005 schaffte sie erstmals den Sprung unter die Top 30 der Weltrangliste, im Oktober gehörte sie bereits zu den 20 Besten. Damit war Deutschland erstmals nach Anke Huber wieder mit einer Spielerin in den Top 20 vertreten.

### Saison 2006
Nach der Verletzungspause gab es zunächst Rückschläge. Grönefeld konnte beim Hopman Cup, dieses Mal mit Nicolas Kiefer, nicht ihre Vorjahresform erreichen. Nachdem sie im Einzel bei den Australian Open bereits in der zweiten Runde ausgeschieden war, erreichte sie mit Doppelpartnerin Shaughnessy das Halbfinale. Im Anschluss trat sie als bestplatzierte Spielerin, die je an einem ITF-Turnier teilgenommen hatte, in St. Ulrich in Gröden an und verlor in der ersten Runde gegen die 161 Plätze schlechter platzierte Qualifikantin Aravane Rezaï.
Anfang März schlug Grönefeld zurück, als sie auf ihrem Lieblingsbelag Sand in Acapulco sowohl im Einzel (gegen Flavia Pennetta in drei Sätzen) als auch im Doppel (erneut mit Shaughnessy) siegte. Beim anschließenden Turnier in Indian Wells erreichte sie erstmals auf der Tour ein Viertelfinale, einige Wochen später in Charleston das erste WTA-Halbfinale. Dort scheiterte sie an der Nummer 2 der Setzliste, Nadja Petrowa, nachdem sie im Viertelfinale die an 4 gesetzte Swetlana Kusnezowa hatte schlagen können. Nach schwächeren Auftritten zu Beginn der europäischen Sandplatzsaison fand Grönefeld Ende Mai zu alter Stärke zurück und erreichte in Istanbul das Halbfinale. An ihrem 21. Geburtstag zog sie dann ins Viertelfinale der French Open ein, das sie gegen Titelverteidigerin Justine Henin mit 5:7, 2:6 verlor.
In Eastbourne erreichte sie erstmals in ihrer Karriere das Viertelfinale eines Rasenturniers. Nach drei vergebenen Matchbällen verlor sie mit 7:5, 5:7, 6:7 gegen Swetlana Kusnezowa. In Wimbledon unterlag sie Zwetana Pironkowa mit 6:3, 3:6, 1:6. Nach einer Erstrundenniederlage bei den US Open (6:2, 0:6, 4:6 gegen Rezaï) trennte sie sich schließlich von ihrem Trainer Font de Mora. Doch lief es zunächst kaum besser – nur noch ein Sieg folgte nach der Trennung. In kürzester Zeit nahm sie stark an Gewicht zu und beendete die Saison auf Rang 19.

### Saison 2007
Bis Ende Februar hatte Grönefeld eine Einzelbilanz von 1:6, nur bei den Australian Open konnte sie ein Match gewinnen. Nach Erstrundenniederlagen in Antwerpen, Dubai und Doha folgte eine siebenwöchige Turnierpause; sie fiel in der Weltrangliste auf Platz 45 zurück. Danach spielte sie in der zweiten Weltgruppe für das deutsche Fed-Cup-Team, das Kroatien mit 4:1 besiegte. Grönefeld gewann beide Einzel, gegen Ivana Lisjak in drei Sätzen, gegen Jelena Kostanić Tošić mit 6:3, 6:4. Beim Turnier in Warschau unterlag sie nach einem Erstrundenerfolg über Kaia Kanepi im Achtelfinale der Weltranglistenersten Henin. In Berlin schied sie gegen Shahar Peer bereits in der ersten Runde aus, so auch in Rom und in Istanbul. Die Pleitenserie setzte sich bei den French Open fort, wo sie in Runde eins Mathilde Johansson in zwei Sätzen unterlag. Sie fiel aus den Top 100 und auch in Eastbourne kam gegen Lucie Šafářová das Aus im Auftaktmatch.
Im Doppel lief es besser; gleich zu Beginn der Saison gewann sie an der Seite von Shaughnessy das WTA-Turnier in Sydney. Bei den Australian Open kamen sie ins Viertelfinale, in Doha ins Halbfinale. Die Niederlagenserie im Einzel setzte sich zunächst auch in Wimbledon fort. Die 22-Jährige unterlag in ihrem Auftaktmatch der Qualifikantin Nika Ozegovic mit 3:6, 2:6 und musste damit 2007 bereits die elfte Erstrundenniederlage hinnehmen. Ihren ersten Sieg seit Warschau landete sie in Bad Gastein mit 6:4, 2:6, 6:0 über Roberta Vinci. Im Achtelfinale verlor sie trotz dreier Matchbälle gegen María José Martínez Sánchez mit 4:6, 6:1 und 6:7. In Stockholm gewann sie ihr Erstrundenspiel mit 6:0, 6:2 gegen Iveta Benešová und scheiterte im Achtelfinale erneut an Pironkowa. Am 26. November trat Grönefeld bei einem ITF-Turnier an und verlor auch dort in der ersten Runde gegen die über 400 Plätze hinter ihr notierte Ana Savic.

### Saison 2008
Bei ihrem Comeback am 3. Mai in Zagreb verlor sie beim dortigen ITF-Turnier nach drei gewonnenen Qualifikationsrunden erneut ihr Auftaktmatch. Das folgende Turnier in Zlín (Tschechien) konnte sie jedoch mit einem Endspielsieg über Jelena Kostanić Tošić für sich entscheiden. Die nächsten beiden ITF-Titel folgten in Alkmaar, wo sie im Finale Marlot Meddens beim 6:1, 6:1 keine Chance ließ, und in Périgueux, wo sie Florence Haring mit 6:3, 6:3 bezwang.
Für das Tier-IV-Turnier in Budapest erhielt Grönefeld eine Wildcard. Sie bezwang die Ungarin Palma Kiraly mit 6:0, 6:4 und die an 5 gesetzte Lucie Šafářová mit 6:1, 6:4. Beim Tier-III-Turnier Gastein Ladies besiegte sie zu Beginn Julija Wakulenko und wurde dann von der späteren Siegerin Pauline Parmentier in drei Sätzen (7:5, 4:6, 6:4) bezwungen. Anfang August gewann Grönefeld das ITF-Turnier in Rimini. Danach unterlag sie der wiedererstarkten Jelena Bowina im Endspiel des GHI Bronx Tennis Classic in New York.
Nach überstandener Qualifikation zeigte sie wiedergefundene Stärke auch im Hauptfeld der US Open, als sie gegen die an 11 gesetzte Daniela Hantuchová mit 6:4, 6:2, gegen die mit einer Wildcard angetretenen Jessica Moore mit 6:1, 6:3 sowie die junge Alizé Cornet mit 6:4 und 7:5 gewann. Im Achtelfinale musste sie sich nach sechs gewonnenen Partien in Folge Dinara Safina mit 5:7, 0:6 geschlagen geben. Im Doppel verlor Grönefeld an der Seite von Patty Schnyder die Achtelfinalpartie gegen Dominika Cibulková und Virginie Razzano.
Auch bei den Bali Open musste sie sich bereits nach Runde eins verabschieden. Sie unterlag der späteren Finalistin Tamira Paszek mit 5:7 und 4:6. Für das Turnier in Stuttgart erhielt sie eine Wildcard, unterlag jedoch gleich in Runde eins Venus Williams. Im Doppel konnte sie dagegen einen weiteren Turniersieg feiern; mit Patty Schnyder gewann sie gegen das topgesetzte Duo Květa Peschke/Rennae Stubbs das Finale mit 6:2, 6:4.
In der Qualifikation der Zurich Open verpasste Grönefeld nach zwei gewonnenen Partien durch eine 3:6, 5:7-Niederlage gegen Petra Kvitová den Einzug ins Hauptfeld. Im Doppel erreichte sie mit Schnyder das Endspiel, das gegen die topgesetzten Cara Black/Liezel Huber mit 1:6, 6:73 verloren ging. Im November gewann sie mit Vania King das WTA-Turnier von Québec. Im Finale besiegten die beiden Tamarine Tanasugarn und Jill Craybas mit 7:6, 6:4.

### Saison 2009
Zu Beginn des Jahres gewann Grönefeld mit Vania King die Doppelkonkurrenz der Brisbane International. Bei den Australian Open unterlag sie bereits in Runde eins der Qualifikantin Elena Baltacha. Beim Fed-Cup-Match gegen die Schweiz verlor sie gegen Patty Schnyder, besiegte aber tags darauf Timea Bacsinszky. In Dubai folgte gegen Alizé Cornet das Aus wiederum in Runde eins. In der Doppelkonkurrenz konnte Grönefeld nicht antreten, da ihrer Partnerin Shahar Peer ein Visum verweigert wurde (Grönefeld wurde mit rd. 8.000 Dollar entschädigt).
In Monterrey verlor sie gegen Barbora Záhlavová-Strýcová erneut in Runde eins. In Indian Wells besiegte sie Monica Niculescu, verlor aber in Runde zwei gegen Amélie Mauresmo. Beim Turnier von Miami erreichte sie die dritte Runde und verlor dann gegen Venus Williams (5:7, 3:6). Im Doppel verlor sie mit Schnyder das Halbfinale gegen Swetlana Kusnezowa und Amélie Mauresmo. In Barcelona verlor Grönefeld in der ersten Runde gegen Séverine Brémond. Im Fed-Cup-Match gegen China gewann sie ein Einzel und das Doppel – damit schaffte Deutschland den Aufstieg in die 1. Weltgruppe. In Stuttgart verlor sie ihr Auftaktmatch in drei Sätzen gegen Jelena Dementjewa. Beim Turnier von Estoril zog sie erstmals seit Istanbul 2006 ins Halbfinale eines WTA-Turniers ein, unterlag dort aber Jekaterina Makarowa.
Beim WTA-Turnier in Madrid stand sie nach zwei Siegen in der Qualifikation im Hauptfeld und bezwang in der ersten Runde Monica Niculescu. Die folgende Begegnung gegen Nadja Petrowa verlor sie knapp mit 6:4, 6:73, 6:75. Beim Turnier in Straßburg verlor sie, an 7 gesetzt, bereits in der ersten Runde erneut gegen Niculescu. Auch im Doppel kam das Aus in Runde eins; sie unterlag mit Kristina Barrois der an 4 gesetzten Paarung Andrea Hlaváčková/Lucie Hradecká mit 3:6, 4:6.
Die French Open verliefen recht erfolgreich. Im Einzel konnte sich Grönefeld gegen die Lokalmatadorin Amélie Mauresmo mit 6:4, 6:3 durchsetzen. In einem Interview bezeichnete sie den Sieg als ihren bislang größten. In der zweiten Runde verlor sie gegen Gisela Dulko mit 6:75, 6:0, 2:6. Im Doppel erreichte sie mit Patty Schnyder das Viertelfinale, das mit 6:72, 2:6 gegen die späteren Turniersiegerinnen Anabel Medina Garrigues und Virginia Ruano Pascual verloren ging. Noch besser verlief die Mixed-Konkurrenz mit Partner Mark Knowles; erst im Halbfinale mussten sie sich den topgesetzten späteren Turniersiegern Liezel Huber und Bob Bryan mit 2:6, 2:6 geschlagen geben.
Beim Rasenturnier im niederländischen Rosmalen verlor sie ihre beiden Erstrundenbegegnungen, das Einzel gegen die Weltranglistenerste Dinara Safina mit 0:6, 3:6, das Doppel an der Seite von Niculescu mit 2:6, 2:6 gegen Dinara Safina/Sorana Cîrstea.
In Wimbledon gewann Grönefeld mit Mark Knowles erstmals den Mixed-Titel mit einem 7:5, 6:3-Endspielsieg über Leander Paes und Cara Black. Es war der erste deutsche Erfolg dort seit Steffi Grafs Triumph gegen Arantxa Sánchez Vicario im Jahr 1996.
Beim WTA-Turnier in Palermo erreichte sie das Halbfinale, verlor dies jedoch gegen Sara Errani. In Bad Gastein erreichte sie das Viertelfinale, in dem sie ihrer Fed-Cup-Teamkollegin Andrea Petković in drei Sätzen unterlag.
Im Vorfeld der US Open gewann Grönefeld mit Vania King die Doppelkonkurrenz des ITF-Turniers in Bronx. Bei den US Open verlor sie bereits in Runde eins gegen die Chinesin Zheng Jie. Zusammen mit Patty Schnyder erreichte sie dort im Doppel das Achtelfinale.
Nach den US Open erreichte Grönefeld noch das Halbfinale in Seoul, wo sie Anabel Medina Garrigues in drei Sätzen unterlag. Die folgenden Turniere verliefen weniger erfolgreich. Im Doppel spielte sie dagegen wesentlich konstanter. Nach dem Viertelfinaleinzug in Seoul und in Peking gewann Grönefeld an der Seite von Katarina Srebotnik das Turnier von Linz.

### Saison 2010
Im Einzel unterlag sie in Dubai im Achtelfinale Wiktoryja Asaranka. Wegen eines Anfang März diagnostizierten Ermüdungsbruchs in ihrem linken Fuß musste Grönefeld drei Monate pausieren. Nach ihrer Rückkehr verlor sie gegen Melanie Oudin ihre Erstrundenbegegnung in Wimbledon, bei den US Open konnte sie sich nicht fürs Hauptfeld qualifizieren. In Båstad schied sie im Achtelfinale gegen Jill Craybas aus, nachdem sie zuvor die besser platzierte Sofia Arvidsson besiegt hatte. Danach scheiterte sie in Palermo, Bad Gastein und Istanbul jeweils an ihren Auftaktgegnerinnen. In Kopenhagen gab es gegen Polona Hercog eine weitere Erstrundenniederlage.
An der Seite von Julia Görges gewann sie beim WTA-Turnier in Kopenhagen den Doppeltitel durch einen Zweisatzsieg im Finale über Witalija Djatschenko und Tatjana Putschek. Mit Görges erreichte sie auch das Achtelfinale der US Open, wo die beiden nach gutem Beginn gegen Cara Black und Anastassija Rodionowa im dritten Satz mit 2:6 den Kürzeren zogen. Nachdem sie und Mark Knowles das an Nummer 2 gesetzte Mixed-Doppel Cara Black/Leander Paes geschlagen hatten, verloren sie im Halbfinale gegen Květa Peschke und Aisam-ul-Haq Qureshi in zwei Tiebreak-Sätzen. Zusammen mit Vania King stand sie zudem im Finale von Monterrey und im Halbfinale von Sydney.

### Saison 2011 – Beschränkung auf die Doppelkonkurrenz
Das Jahr verlief aufgrund der hartnäckigen Fußverletzung wenig zufriedenstellend. Neben anderen Turnieren musste sie deswegen auch die French Open in Paris absagen, in Melbourne und Wimbledon gab es Erstrundenniederlagen. Nachdem sie sowohl bei den US Open als auch beim WTA-Turnier in Linz nicht über die Qualifikation hinausgekommen war, kündigte Grönefeld im Oktober 2011 an, in Zukunft nur noch in der Doppelkonkurrenz anzutreten.

### Saison 2012
Zu Saisonbeginn trat sie mit wechselnden Partnerinnen an. So spielte sie mit Kristina Barrois in Auckland und bei den Australian Open, wo jeweils im Viertelfinale bzw. in der ersten Runde Schluss war. Beim WTA-Turnier in Paris erreichte sie mit Petra Martić das Finale gegen das topgesetzte Duo Liezel Huber und Lisa Raymond, dem sie mit 6:73 und 1:6 unterlagen. Eine Woche später erreichte sie in Doha mit Barrois das Halbfinale. In Indian Wells konnte sie im Achtelfinale nicht antreten, da ihre Doppelpartnerin Vania King an einer Magen-Darm-Grippe erkrankt war. Mit Petra Martić spielte Grönefeld in Miami und Kopenhagen, wo im Achtelfinale bzw. in der ersten Runde Schluss war.
In die Sandplatzsaison startete sie mit ihrer Fed-Cup-Partnerin Julia Görges. Sie erreichten in Stuttgart das Finale, gegen Iveta Benešová und Barbora Záhlavová-Strýcová mussten sie sich dort jedoch geschlagen geben. In Madrid erreichte Grönefeld mit Zhang Shuai das Achtelfinale. In Rom war mit Petra Martić Endstation in Runde eins, bei den French Open erreichte die Paarung die zweite Runde, in Bad Gastein verloren sie das Finale gegen Jill Craybas und Julia Görges.
Die kurze Rasensaison begann Grönefeld in Eastbourne zusammen mit Klára Zakopalová, mit der sie das Halbfinale erreichte. In Wimbledon zog sie an der Seite von Petra Martić ins Achtelfinale ein; beide Male scheiterten sie an der Paarung Huber/Raymond. Bei den Olympischen Spielen in London, wo Grönefeld als Ersatzspielerin für die verletzte Andrea Petković antrat, erreichte sie mit Julia Görges die zweite Runde. In New Haven kam Grönefeld mit Květa Peschke bis ins Viertelfinale. Bei den US Open scheiterte sie mit Petra Martić schon in der ersten Runde.
Den Rest der Saison spielte Grönefeld Doppel zusammen mit Květa Peschke. In Tokio zogen sie ins Finale ein, das sie gegen das US-amerikanische Duo Abigail Spears und Raquel Kops-Jones verloren. In Peking unterlagen sie im Viertelfinale Kirilenko und Petrowa. Beim WTA-Turnier in Linz gelang dem Paar endlich der erste Turniersieg, im Finale besiegten die beiden Görges und Záhlavová-Strýcová in zwei Sätzen. Für Grönefeld war es der erste WTA-Turniersieg seit Sommer 2010. Bei ihrem letzten Saisonstart verloren Grönefeld/Peschke in Moskau bereits in Runde eins, erneut gegen Spears/Kops-Jones. In der Saison 2012 machte sie in der Doppel-Weltrangliste einen Sprung von Position 53 auf Platz 18.

### Saison 2013
Grönefeld spielte die gesamte Saison 2013 an der Seite von Peschke. Sie gewannen zusammen das Sandplatzturnier von Brüssel und standen bei vier weiteren WTA-Turnieren im Endspiel (Brisbane, Nürnberg, Toronto und Cincinnati). In Wimbledon zogen sie ins Halbfinale ein, in dem sie den Australierinnen Ashleigh Barty/Casey Dellacqua mit 6:7 und 2:6 unterlagen. Bei den US Open kam für sie das Aus im Achtelfinale. Grönefeld beendete die Saison auf Rang 15 der Doppel-Weltrangliste.

## Bundesliga
Ihre erste Bundesligasaison spielte Grönefeld 2004 für den TV Sparta 87 Nordhorn in der 2. Bundesliga.
Sie wechselte zur Saison 2006 zum TC Rüppurr, wo sie bis 2009 spielte und 2006 und 2007 Deutsche Mannschaftsmeisterin wurde. 2010 wechselte sie zum TC Blau-Weiss Bocholt, mit dem sie im selben Jahr Deutscher Vizemeister und 2012, 2013 und 2014 drei weitere Meistertitel gewinnen konnte. Seit 2015 spielt sie für den DTV Hannover, teils in der 2. Bundesliga, teils in der 1. Bundesliga.

## Fed Cup
Seit 2004 spielte sie für die deutsche Fed-Cup-Mannschaft. Sie gewann 20 Spiele und verlor 17.

## Training
Als Grönefeld 2003 die French Open der Juniorinnen gewonnen hatte, entschloss sie sich mit dem Einverständnis ihrer Eltern, fortan in der Tennisakademie des früheren Tennisprofis Rafael Font de Mora in Scottsdale (Arizona) zu trainieren. Die Zusammenarbeit, die später auch in einen Managementvertrag mündete, war zwar mit sportlichem Erfolg, aber auch mit großen Entbehrungen verbunden, die Grönefeld mit der Zeit nicht mehr hinnehmen wollte. 2006 beendete Font de Mora nach den US Open die Zusammenarbeit und die Athletin stürzte sportlich ab, auch wegen Übergewicht und fehlender Fitness.
Grönefeld arbeitet seit Oktober 2006 (bis auf eine kurze Unterbrechung von Juli bis Oktober 2010) mit dem früheren saarländischen Verbandscoach und ehemaligen Tennisprofi Dirk Dier zusammen.

## Persönliches
Vor ihrem Wechsel nach Arizona war Grönefeld bis 2001 Schülerin des Gymnasiums Nordhorn, das sie nach der Mittleren Reife verließ. In ihrer Freizeit spielt sie gerne Klavier und macht Gymnastik. Sie hat zwei Brüder, Bastian und Philipp. Bastian Grönefeld, der ebenfalls Tennisprofi war, studierte ab 2007 Medizin an der Universität Göttingen. Der Vater, Hans Grönefeld, war Chefarzt der Chirurgischen Abteilung am Nordhorner Marienkrankenhaus.
2018 heiratete sie den Tennistrainer Ingo Herzgerodt. Am 5. Dezember 2019 gab Anna-Lena Grönefeld in den Sozialen Netzwerken das Ende ihrer aktiven Tenniskarriere bekannt.

## Erfolge

### Einzel

#### Turniersiege
| Nr. | Datum          | Turnier     | Kategorie     | Belag     | Finalgegnerin          | Ergebnis      |
| --- | -------------- | ----------- | ------------- | --------- | ---------------------- | ------------- |
| 1.  | August 2002    | Bad Saulgau | ITF $10.000   | Sand      | Ivana Zupa             | 6:3, 6:4      |
| 2.  | Januar 2003    | Hull        | ITF $10.000   | Hartplatz | Tessy van de Ven       | 7:64, 6:3     |
| 3.  | Juni 2003      | Hamilton    | ITF $25.000   | Sand      | Bei'er Ko              | 6:3, 6:3      |
| 4.  | Juli 2003      | Vancouver   | ITF $25.000   | Hartplatz | Vilmarie Castellvi     | 6:2, 6:4      |
| 5.  | Juli 2003      | Oyster Bay  | ITF $50.000   | Hartplatz | Bethanie Mattek-Sands  | 6:3, 6:0      |
| 6.  | Jul/Aug 2004   | Modena      | ITF $75.000   | Sand      | Selima Sfar            | 6:2, 6:4      |
| 7.  | September 2004 | Denain      | ITF $75.000   | Sand      | Dally Randriantefy     | 6:3, 6:2      |
| 8.  | 4. März 2006   | Acapulco    | WTA Tier III  | Sand      | Flavia Pennetta        | 6:1, 4:6, 6:2 |
| 9.  | Juni 2008      | Zlín        | ITF $75.000+H | Sand      | Jelena Kostanić Tošić  | 6:3, 4:6, 6:1 |
| 10. | Juni 2008      | Alkmaar     | ITF $10.000   | Sand      | Marlot Meddens         | 6:1, 6:1      |
| 11. | Juni 2008      | Perigueux   | ITF $25.000   | Sand      | Florence Haring        | 6:3, 6:3      |
| 12. | August 2008    | Rimini      | ITF $75.000   | Sand      | Lourdes Domínguez Lino | 6:1, 6:2      |
| 13. | April 2011     | Tessenderlo | ITF $25.000   | Sand      | Alison Van Uytvanck    | 6:3, 7:5      |

#### Finalteilnahmen
| Nr. | Datum              | Turnier   | Kategorie   | Belag             | Turniersiegerin   | Ergebnis      |
| --- | ------------------ | --------- | ----------- | ----------------- | ----------------- | ------------- |
| 1.  | 6. Februar 2005    | Pattaya   | WTA Tier IV | Hartplatz         | Conchita Martínez | 3:6, 6:3, 3:6 |
| 2.  | 25. September 2005 | Peking    | WTA Tier II | Hartplatz         | Marija Kirilenko  | 3:6, 4:6      |
| 3.  | 2. Oktober 2005    | Luxemburg | WTA Tier II | Hartplatz (Halle) | Kim Clijsters     | 2:6, 4:6      |

### Doppel

#### Turniersiege
| Nr. | Datum              | Turnier        | Kategorie         | Belag             | Partnerin           | Finalgegnerinnen                           | Ergebnis          |
| --- | ------------------ | -------------- | ----------------- | ----------------- | ------------------- | ------------------------------------------ | ----------------- |
| 1.  | September 2004     | Denain         | ITF $75.000       | Sand              | Juliana Fedak       | Ljubomira Batschewa Michaela Paštiková     | 1:6, 6:1, 6:2     |
| 2.  | 6. Februar 2005    | Pattaya        | WTA Tier IV       | Hartplatz         | Marion Bartoli      | Marta Domachowska Silvija Talaja           | 6:3, 6:2          |
| 3.  | 21. August 2005    | Montreal       | WTA Tier I        | Hartplatz         | Martina Navrátilová | Conchita Martínez Virginia Ruano Pascual   | 5:7, 6:3, 6:4     |
| 4.  | 18. September 2005 | Bali           | WTA Tier III      | Hartplatz         | Meghann Shaughnessy | Yan Zi Zheng Jie                           | 6:3, 6:3          |
| 5.  | 4. März 2006       | Acapulco       | WTA Tier III      | Sand              | Meghann Shaughnessy | Émilie Loit Shinobu Asagoe                 | 6:1, 6:3          |
| 6.  | 30. Juli 2006      | Stanford       | WTA Tier II       | Hartplatz         | Shahar Peer         | Maria Elena Camerin Gisela Dulko           | 6:1, 6:4          |
| 7.  | 13. Januar 2007    | Sydney         | WTA Tier II       | Hartplatz         | Meghann Shaughnessy | Marion Bartoli Meilen Tu                   | 6:3, 3:6, 7:62    |
| 8.  | Juni 2008          | Perigueux      | ITF $25.000       | Sand              | İpek Şenoğlu        | Han Xinyun Xu Yifan                        | 6:3, 6:4          |
| 9.  | 5. Oktober 2008    | Stuttgart      | WTA Tier II       | Hartplatz (Halle) | Patty Schnyder      | Květa Peschke Rennae Stubbs                | 6:2, 6:4          |
| 10. | 2. November 2008   | Québec         | WTA Tier III      | Hartplatz (Halle) | Vania King          | Jill Craybas Tamarine Tanasugarn           | 7:63, 6:4         |
| 11. | 11. Januar 2009    | Brisbane       | WTA International | Hartplatz         | Vania King          | Klaudia Jans Alicja Rosolska               | 3:6, 7:5, [10:5]  |
| 12. | August 2009        | Bronx          | ITF $100.000      | Hartplatz         | Vania King          | Julie Coin Marie-Ève Pelletier             | 6:0, 6:3          |
| 13. | 18. Oktober 2009   | Linz           | WTA International | Hartplatz (Halle) | Katarina Srebotnik  | Klaudia Jans Alicja Rosolska               | 6:1, 6:4          |
| 14. | 8. August 2010     | Kopenhagen     | WTA International | Hartplatz (Halle) | Julia Görges        | Witalija Djatschenko Tazzjana Putschak     | 6:4, 6:4          |
| 15. | November 2010      | Ismaning       | ITF $50.000+H     | Teppich (Halle)   | Kristina Barrois    | Tetyana Arefyeva Juliana Fedak             | 6:1, 7:63         |
| 16. | April 2011         | Tessenderlo    | ITF $25.000       | Sand              | Tatjana Maria       | Elina Switolina Maryna Zanevska            | 7:5, 6:3          |
| 17. | Mai 2011           | Cagnes-sur-Mer | ITF $100.000+H    | Sand (Halle)      | Petra Martić        | Darija Jurak Renata Voráčová               | 1:6, 6:2, [11:9]  |
| 18. | 14. Oktober 2012   | Linz           | WTA International | Hartplatz (Halle) | Květa Peschke       | Julia Görges Barbora Záhlavová-Strýcová    | 6:3, 6:4          |
| 19. | 25. Mai 2013       | Brüssel        | WTA Premier       | Sand              | Květa Peschke       | Shahar Peer Gabriela Dabrowski             | 6:0, 6:3          |
| 20. | 2. Februar 2014    | Paris          | WTA Premier       | Hartplatz (Halle) | Květa Peschke       | Tímea Babos Kristina Mladenovic            | 7:67, 4:6, [10:5] |
| 21. | 19. März 2016      | San Antonio    | WTA Challenger    | Hartplatz         | Nicole Melichar     | Klaudia Jans-Ignacik Anastassija Rodionowa | 6:1, 6:3          |
| 22. | 5. Mai 2017        | Prag           | WTA International | Sand              | Květa Peschke       | Lucie Hradecká Kateřina Siniaková          | 6:4, 7:63         |
| 23. | 29. April 2018     | Stuttgart      | WTA Premier       | Sand (Halle)      | Raquel Atawo        | Nicole Melichar Květa Peschke              | 6:4, 6:75, [10:5] |
| 24. | 7. April 2019      | Charleston     | WTA Premier       | Sand              | Alicja Rosolska     | Irina Chromatschowa Weronika Kudermetowa   | 7:67, 6:2         |

#### Finalteilnahmen
| Nr. | Datum            | Turnier     | Kategorie         | Belag             | Partnerin            | Turniersiegerinnen                        | Ergebnis          |
| --- | ---------------- | ----------- | ----------------- | ----------------- | -------------------- | ----------------------------------------- | ----------------- |
| 1.  | 8. August 2004   | Stockholm   | WTA Tier IV       | Hartplatz         | Emmanuelle Gagliardi | Alicia Molik Barbara Schett               | 3:6, 3:6          |
| 2.  | 15. August 2004  | Vancouver   | WTA Tier V        | Hartplatz         | Els Callens          | Bethanie Mattek Abigail Spears            | 3:6, 3:6          |
| 3.  | 22. August 2004  | Cincinnati  | WTA Tier III      | Hartplatz         | Emmanuelle Gagliardi | Jill Craybas Marlene Weingärtner          | 6:72, 5:7         |
| 4.  | 10. Oktober 2004 | Filderstadt | WTA Tier II       | Hartplatz (Halle) | Julia Schruff        | Cara Black Rennae Stubbs                  | 3:6, 2:6          |
| 5.  | 6. August 2006   | San Diego   | WTA Tier I        | Hartplatz         | Meghann Shaughnessy  | Cara Black Rennae Stubbs                  | 2:6, 2:6          |
| 6.  | 20. August 2006  | Montreal    | WTA Tier I        | Hartplatz         | Cara Black           | Nadja Petrowa Martina Navrátilová         | 1:6, 2:6          |
| 7.  | 1. Oktober 2006  | Luxemburg   | WTA Tier II       | Hartplatz (Halle) | Liezel Huber         | Květa Peschke Francesca Schiavone         | 6:2, 4:6, 1:6     |
| 8.  | 19. Oktober 2008 | Zürich      | WTA Tier II       | Hartplatz (Halle) | Patty Schnyder       | Cara Black Liezel Huber                   | 1:6, 6:73         |
| 9.  | 16. Oktober 2011 | Linz        | WTA International | Hartplatz (Halle) | Julia Görges         | Marina Eraković Jelena Wesnina            | 5:7, 1:6          |
| 10. | 12. Februar 2012 | Paris       | WTA Premier       | Hartplatz (Halle) | Petra Martić         | Liezel Huber Lisa Raymond                 | 6:73, 1:6         |
| 11. | 29. April 2012   | Stuttgart   | WTA Premier       | Sand (Halle)      | Julia Görges         | Iveta Benešová Barbora Záhlavová-Strýcová | 4:6, 5:7          |
| 12. | 17. Juni 2012    | Bad Gastein | WTA International | Sand              | Petra Martić         | Julia Görges Jill Craybas                 | 7:64, 4:6, [9:11] |
| 13. | 5. Januar 2013   | Brisbane    | WTA Premier       | Hartplatz         | Květa Peschke        | Bethanie Mattek-Sands Sania Mirza         | 6:4, 4:6, [7:10]  |
| 14. | 15. Juni 2013    | Nürnberg    | WTA International | Sand              | Květa Peschke        | Ioana Raluca Olaru Walerija Solowjowa     | 6:2, 6:73 [9:11]  |
| 15. | 11. August 2013  | Toronto     | WTA Premier 5     | Hartplatz         | Květa Peschke        | Jelena Janković Katarina Srebotnik        | 7:5, 2:6, [6:10]  |
| 16. | 18. August 2013  | Cincinnati  | WTA Premier 5     | Hartplatz         | Květa Peschke        | Hsieh Su-wei Peng Shuai                   | 6:2, 3:6, [10:12] |
| 17. | 16. Oktober 2016 | Linz        | WTA International | Hartplatz (Halle) | Květa Peschke        | Kiki Bertens Johanna Larsson              | 6:4, 2:6, [7:10]  |
| 18. | 13. August 2017  | Toronto     | WTA Premier 5     | Hartplatz         | Květa Peschke        | Jekaterina Makarowa Jelena Wesnina        | 0:6, 4:6          |
| 19. | 15. Oktober 2018 | Linz        | WTA International | Hartplatz (Halle) | Raquel Atawo         | Kirsten Flipkens Johanna Larsson          | 6:4, 4:6, [5:10]  |
| 20. | 17. Februar 2019 | Doha        | WTA Premier       | Hartplatz         | Demi Schuurs         | Chan Hao-ching Latisha Chan               | 1:6, 6:3, [6:10]  |
| 21. | 19. Mai 2019     | Rom         | WTA Premier 5     | Sand              | Demi Schuurs         | Wiktoryja Asaranka Ashleigh Barty         | 6:4, 0:6, [3:10]  |
| 22. | 23. Juni 2019    | Birmingham  | WTA Premier       | Rasen             | Demi Schuurs         | Hsieh Su-wei Barbora Strýcová             | 4:6, 7:64, [8:10] |
| 24. | 11. August 2019  | Toronto     | WTA Premier 5     | Hartplatz         | Demi Schuurs         | Barbora Krejčíková Kateřina Siniaková     | 5:7, 0:6          |
| 25. | 17. August 2019  | Cincinnati  | WTA Premier 5     | Hartplatz         | Demi Schuurs         | Lucie Hradecká Andreja Klepač             | 4:6, 1:6          |

### Mixed

#### Turniersiege
| Nr. | Datum        | Turnier     | Kategorie  | Belag | Partner           | Finalgegner                 | Ergebnis         |
| --- | ------------ | ----------- | ---------- | ----- | ----------------- | --------------------------- | ---------------- |
| 1.  | 5. Juli 2009 | Wimbledon   | Grand Slam | Rasen | Mark Knowles      | Leander Paes Cara Black     | 7:5, 6:3         |
| 2.  | 5. Juni 2014 | French Open | Grand Slam | Sand  | Jean-Julien Rojer | Nenad Zimonjić Julia Görges | 4:6, 6:2, [10:7] |

#### Finalteilnahmen
| Nr. | Datum         | Turnier     | Kategorie  | Belag | Partner      | Turniersieger                    | Ergebnis          |
| --- | ------------- | ----------- | ---------- | ----- | ------------ | -------------------------------- | ----------------- |
| 1.  | 10. Juli 2016 | Wimbledon   | Grand Slam | Rasen | Robert Farah | Henri Kontinen Heather Watson    | 6:75, 4:6         |
| 2.  | 8. Juni 2017  | French Open | Grand Slam | Sand  | Robert Farah | Gabriela Dabrowski Rohan Bopanna | 6:2, 2:6, [10:12] |

## Abschneiden bei Grand-Slam-Turnieren

### Einzel
| Turnier         | 2003 | 2004 | 2005 | 2006 | 2007 | 2008 | 2009 | 2010 | 2011 | Karriere |
| --------------- | ---- | ---- | ---- | ---- | ---- | ---- | ---- | ---- | ---- | -------- |
| Australian Open | —    | Q3   | 3    | 2    | 2    | —    | 1    | 1    | Q2   | 3        |
| French Open     | —    | 2    | 3    | VF   | 1    | —    | 2    | —    | —    | VF       |
| Wimbledon       | —    | 1    | 1    | 1    | 1    | —    | 1    | 1    | Q1   | 1        |
| US Open         | Q2   | 1    | 3    | 1    | —    | AF   | 1    | Q2   | Q1   | AF       |

Zeichenerklärung: S = Turniersieg; F, HF, VF, AF = Einzug ins Finale / Halbfinale / Viertelfinale / Achtelfinale; 1, 2, 3 = Ausscheiden in der 1. / 2. / 3. Hauptrunde; Q1, Q2, Q3 = Ausscheiden in der 1. / 2. / 3. Runde der Qualifikation; n. a. = nicht ausgetragen

### Doppel
Die Tabelle listet die Ergebnisse der Grand-Slam-Turniere, der Tour Championships, der Olympischen Spiele, des Fed Cups bzw Billie Jean King Cups und der Turniere folgender Kategorien auf: 1990–2008: Tier I, 2009–2020: Premier Mandatory und Premier 5, ab 2021: WTA 1000.
| Turnier           | 2003 | 2004 | 2005 | 2006 | 2007 | 2008 | 2009 | 2010 | 2011 | 2012 | 2013 | 2014 | 2015 | 2016 | 2017 | 2018 | 2019 | Karriere |
| ----------------- | ---- | ---- | ---- | ---- | ---- | ---- | ---- | ---- | ---- | ---- | ---- | ---- | ---- | ---- | ---- | ---- | ---- | -------- |
| Australian Open   | —    | —    | AF   | HF   | VF   | —    | VF   | 2    | AF   | 1    | 2    | 2    | HF   | VF   | AF   | AF   | 1    | 2 × HF   |
| French Open       | —    | —    | AF   | 2    | 1    | —    | VF   | —    | 2    | 2    | 2    | 1    | 2    | 1    | 1    | 2    | 2    | 1 × VF   |
| Wimbledon         | —    | —    | HF   | VF   | 2    | —    | VF   | —    | 2    | AF   | HF   | VF   | AF   | VF   | HF   | 2    | VF   | 3 × HF   |
| US Open           | —    | 2    | HF   | 2    | —    | AF   | AF   | AF   | 2    | 1    | AF   | 1    | HF   | 1    | 1    | AF   | 2    | 2 × HF   |
| WTA Finals        | —    | —    | —    | —    | —    | —    | —    | —    | —    | —    | —    | —    | —    | —    | VF   | —    | HF   | 1 × HF   |
| Doha              |      |      |      |      |      | —    |      |      |      | HF   | HF   | AF   |      | 1    |      | 1    |      | 2 × HF   |
| Dubai             |      |      |      |      |      |      | 1    | 1    | —    |      |      |      | VF   |      | AF   |      | VF   | 2 × VF   |
| Indian Wells      | —    | —    | VF   | VF   | —    | —    | 1    | —    | —    | AF   | —    | AF   | 1    | 1    | 1    | AF   | 1    | 2 × VF   |
| Miami             | —    | —    | 1    | 1    | —    | —    | HF   | —    | —    | AF   | AF   | AF   | AF   | 1    | AF   | VF   | 1    | 1 × HF   |
| Charleston        | —    | —    | AF   | HF   | —    | —    |      |      |      |      |      |      |      |      |      |      |      | 1 × HF   |
| Rom               | —    | —    | HF   | AF   | AF   | —    | —    | —    | —    | 1    | AF   | HF   | AF   | AF   | AF   | HF   | F    | 1 × F    |
| Madrid            |      |      |      |      |      |      | 1    | —    | —    | AF   | 1    | AF   | AF   | 1    | VF   | 1    | VF   | 2 × VF   |
| Berlin            | 1    | 1    | 1    | HF   | AF   | —    |      |      |      |      |      |      |      |      |      |      |      | 1 × HF   |
| San Diego         |      | —    | 1    | F    | —    |      |      |      |      |      |      |      |      |      |      |      |      | 1 × F    |
| Cincinnati        |      |      |      |      |      |      | 1    | —    | —    | —    | F    | 1    | 1    | AF   | 1    | 1    | F    | 2 × F    |
| Kanada            | —    | —    | S    | F    | —    | —    | 1    | 1    | —    | —    | F    | 1    | 1    | AF   | F    | 1    | F    | 1 × S    |
| Tokio             | —    | —    | —    | —    | —    | —    | 1    | —    | —    | F    | VF   |      |      |      |      |      |      | 1 × F    |
| Wuhan             |      |      |      |      |      |      |      |      |      |      |      | AF   | 1    | 1    | VF   | 1    | HF   | 1 × HF   |
| Zürich            | —    | 1    | —    | VF   | —    |      |      |      |      |      |      |      |      |      |      |      |      | 1 × VF   |
| Peking            |      |      |      |      |      |      | VF   | —    | —    | VF   | 1    | 1    | AF   | 1    | AF   | AF   | VF   | 3 × VF   |
| Moskau            | —    | —    | 1    | VF   | —    | —    |      |      |      |      |      |      |      |      |      |      |      | 1 × VF   |
| Olympische Spiele |      | —    |      |      |      | —    |      |      |      | AF   |      |      |      | 1    |      |      |      | 1 × AF   |
| Fed Cup           |      |      |      |      |      |      | PO   | 1    | PO   | 1    | PO   | F    | —    | 1    | —    | HF   | 1    | 1 × F    |

Zeichenerklärung: S = Turniersieg; F, HF, VF, AF = Einzug ins Finale, Halb-, Viertel-, Achtelfinale; 1, 2, 3 = Ausscheiden in der 1., 2., 3. Haupt- / Finalrunde; Q1, Q2, Q3 = Ausscheiden in der 1., 2. 3. Qualifikationsrunde; KF (kleines Finale) = unterlegen im Spiel um Platz drei; RR = Round Robin (Gruppenphase); nicht ausgetragen oder andere Kategorie; PO (Playoff), P2 = Auf-/Abstiegsrunde zur Weltgruppe I/II im Fed Cup; W2, K1, K2, K3 = Teilnahme in der Weltgruppe II, Kontinentalgruppe I, II, III im Fed Cup.
|                           | 2004  | 2005  | 2006  | 2007  | 2008 | 200   | 2010  | 2011  | 2012  | 2013  | 2014  | 2015  | 2016  | 2017  | 2018  | 2019  | Gesamt  |
| ------------------------- | ----- | ----- | ----- | ----- | ---- | ----- | ----- | ----- | ----- | ----- | ----- | ----- | ----- | ----- | ----- | ----- | ------- |
| Gewonnene Doppel-Titel    | 1     | 3     | 2     | 1     | 3    | 3     | 2     | 2     | 1     | 1     | 1     | 0     | 1     | 1     | 1     | 1     | 23      |
| Gesamt-Siege/-Niederlagen | 23:14 | 38:16 | 40:21 | 14:13 | 20:9 | 30:20 | 22:15 | 29:13 | 31:20 | 37:21 | 21:24 | 23:23 | 25:27 | 29:22 | 24:24 | 36:24 | 401:285 |
| Jahresendposition         | 47    | 11    | 11    | 52    | 56   | 25    | 56    | 53    | 18    | 15    | 35    | 22    | 29    | 21    | 27    | 11    | N/A     |

### Mixed
| Turnier         | 2005 | 2006 | 2007 | 2008 | 2009 | 2010 | 2011 | 2012 | 2013 | 2014 | 2015 | 2016 | 2017 | 2018 | 2019 | Karriere |
| --------------- | ---- | ---- | ---- | ---- | ---- | ---- | ---- | ---- | ---- | ---- | ---- | ---- | ---- | ---- | ---- | -------- |
| Australian Open | —    | VF   | 1    | —    | 1    | AF   | —    | —    | —    | AF   | 1    | AF   | 1    | 1    | VF   | VF       |
| French Open     | 1    | —    | —    | —    | HF   | —    | —    | AF   | AF   | S    | AF   | 1    | F    | HF   | AF   | S        |
| Wimbledon       | AF   | VF   | 1    | —    | S    | —    | —    | AF   | AF   | —    | 2    | F    | 2    | 2    | —    | S        |
| US Open         | AF   | VF   | —    | —    | AF   | HF   | —    | —    | 1    | 1    | —    | HF   | 1    | AF   | 1    | HF       |